# Arrondissement Thiers
Arrondissement Thiers je francouzský arrondissement ležící v departementu Puy-de-Dôme v regionu Auvergne. Člení se dále na 6 kantonů a 43 obcí.

## Kantony
- Châteldon
- Courpière
- Lezoux
- Maringues
- Saint-Rémy-sur-Durolle
- Thiers